# Protium amazonicum
Protium amazonicum är en tvåhjärtbladig växtart som först beskrevs av José Cuatrecasas, och fick sitt nu gällande namn av D. Daly. Protium amazonicum ingår i släktet Protium och familjen Burseraceae. Inga underarter finns listade i Catalogue of Life.